# Medalia „Răsplata Muncii pentru biserică”
Medalia „Răsplata Muncii pentru biserică” este o medalie românească instituită prin Decretul Regal 2804 din 14 iulie 1906 care se acorda numai cetățenilor români clerici și mireni, cari vor fi adus servicii însemnate pentru buna stare morală, religioasă, economică și socială, prin scrieri religioase, donațiuni importante în scopuri pioase și religioase, prin exemplu, etc.
Medalia „Răsplata Muncii pentru biserică” a fost acordată până în 1931 când a fost înlocuită cu Ordinul și Medalia „Meritul Cultural” categoria „G” (culte).

## Descriere
Decretul inițial prevedea crearea unei medalii cu trei clase de formă circulară având pe avers efigia regelui Carol I și pe revers o cruce și cuvintele „Răsplata Muncii pentru biserică”.
Ca urmare a raportului ministrului secretar de stat la Departamentul Cultelor și Instrucțiunii Publice, Decretul Regal No. 293 din 19 ianuarie 1907 modifică aspectul medalei. Noul format de medalie, de formă circulară cu diametrul de 32 mm, păstrează cele trei clase: clasa I-a (metal aurit), clasa a II-a (metal argintat) și clasa a III-a (metal oxidat-deschis). 

### Avers
Medalia are pe avers o cruce bizantină de 38 mm, fiecare braț depășind marginea medaliei cu 3 mm. În centrul medaliei, într-un medalion cu diametrul de 11 mm situat deasupra crucii, este gravat central ochiul lui Dumnezeu având în spate raze și în partea inferioară globul pământesc. Medalionul central este înconjurat de o coroană de lauri circulară, subțire, situată în spatele crucii, și de inscripția circulară RĂSPLATA MUNCEI PENTRU BISERICĂ, primele două cuvinte fiind în semicercul superior iar ultimele două în semicercul inferior, scrise de la stânga la dreata. 

### Revers
Pe reversul medaliei prezintă o cruce bizantină identică cu cea de la avers. În medalionul central este gravată monograma regelui Carol I. O coroană circulară este gravată situată în spatele crucii, alcătuită din două jumătăți: frunze de laur în jumătatea din stângă și frunze de stejar în jumătatea din dreapta.

### Panglica
Atașarea medaliei la panglică este realizată printr-o mică coronă de lauri ce susține o bară orizontală prin care este trecută panglica. Aceasta are o lățime de 30 mm fiind împărțită în trei benzi de lărgime identică: cea centrală de culoare albastru închis încadrată de benzile laterale de culoare roșu închis.

## Vezi și
- Decorațiile României
- Ordinul Meritul Cultural